# دانشگاه علوم کاربردی تالین
دانشگاه علوم کاربردی تالین (استونیایی: Tallinna Tehnikakõrgkool) یک دانشگاه در شهر تالین، استونی است.
این دانشگاه که در سال ۱۹۱۵ تاسیس شده و شامل ۶ دانشکده معماری، اقتصاد دورانی و تکنولوژی، پوشاک و نساجی، مهندسی عمران، لجستیک و دانشگاه فنی میشود.

## نگارخانه

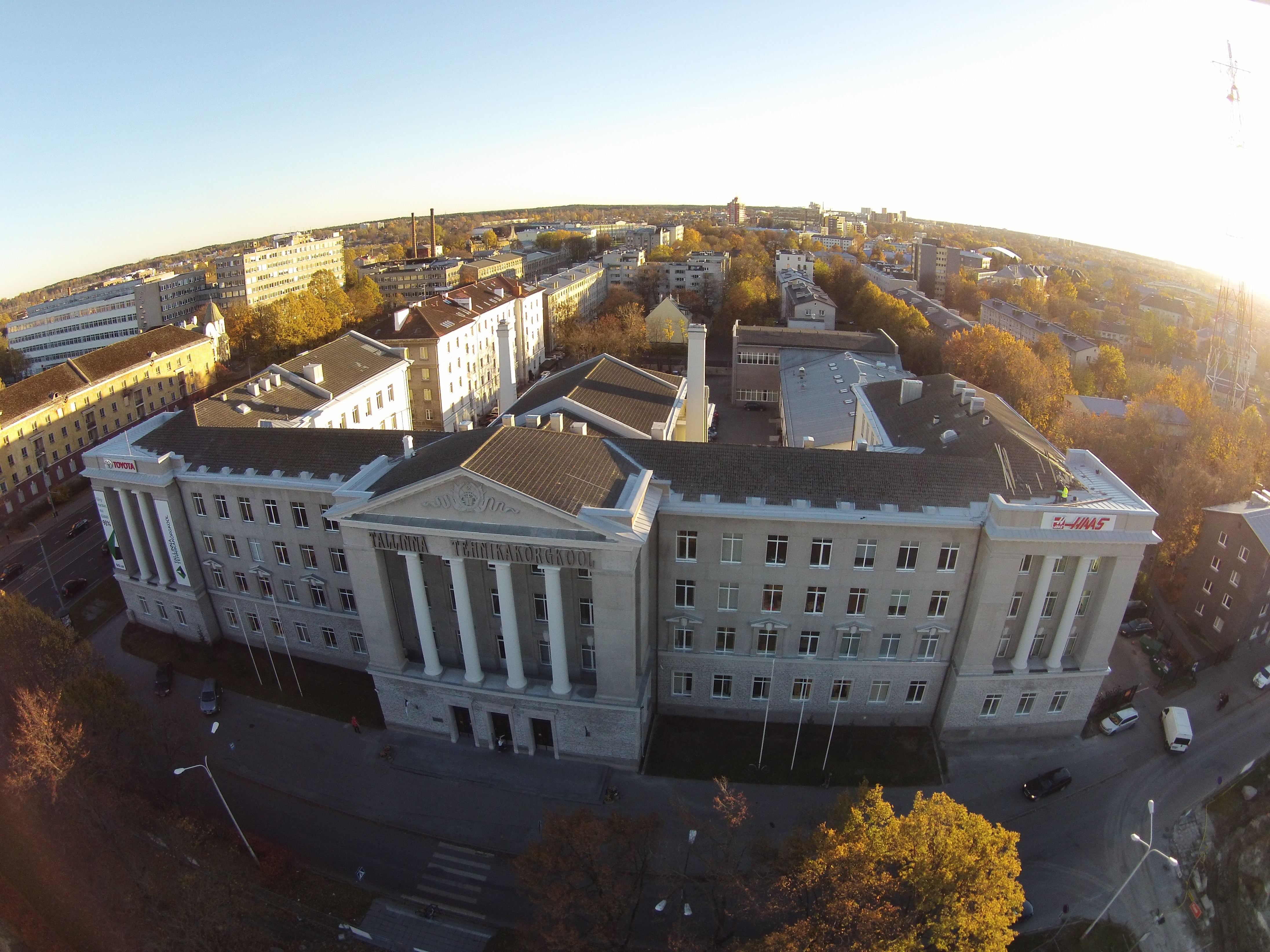
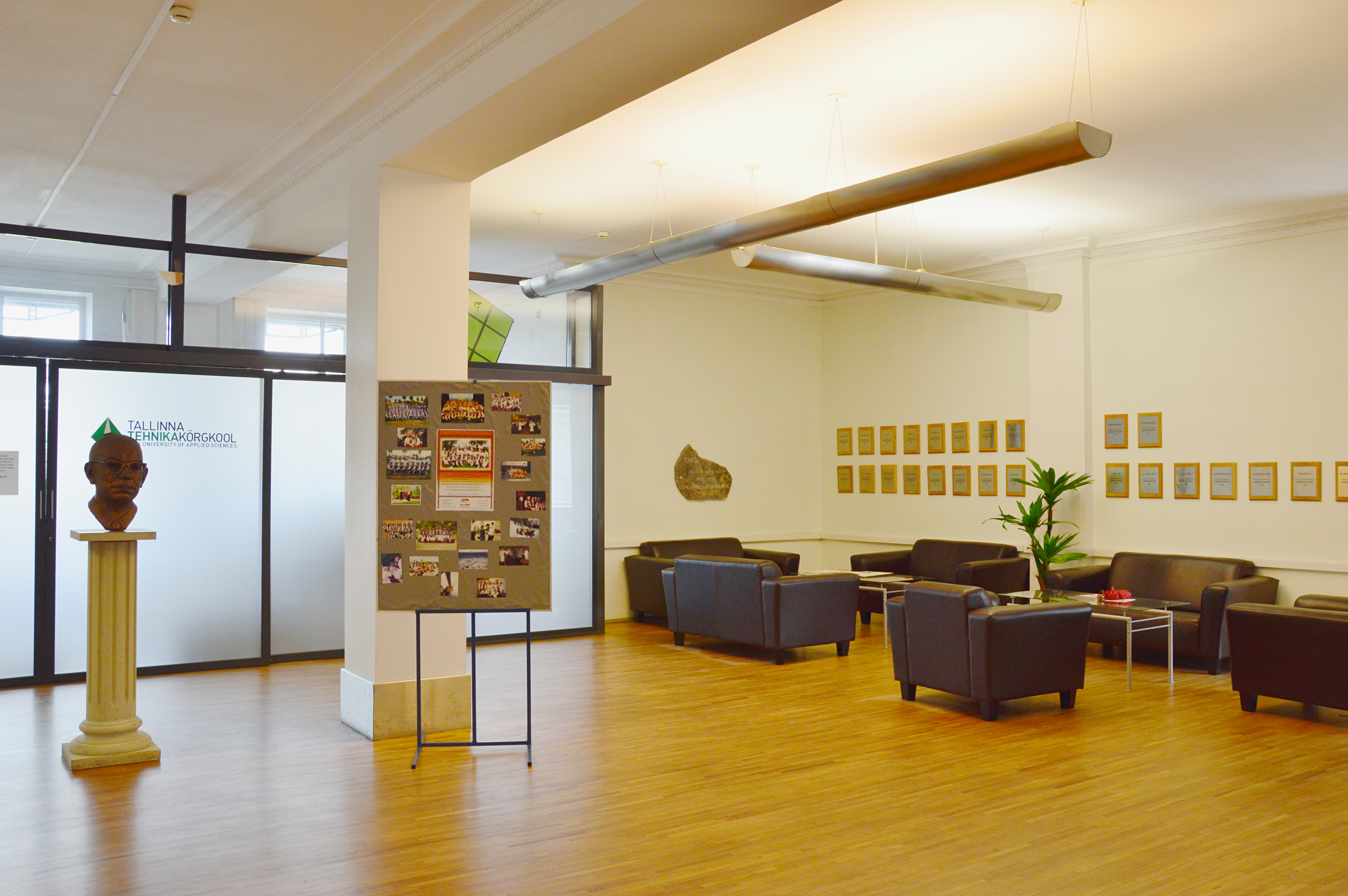
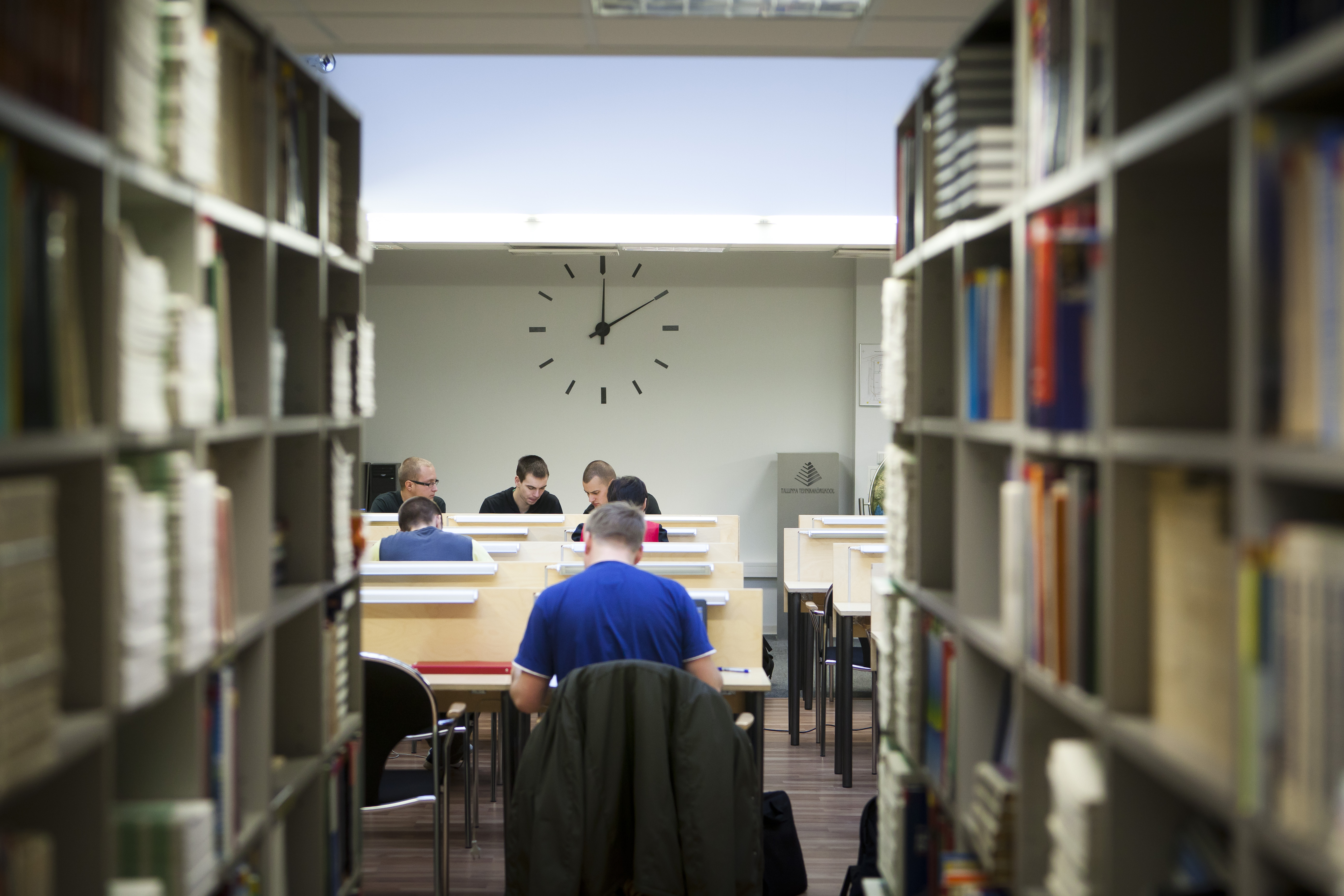
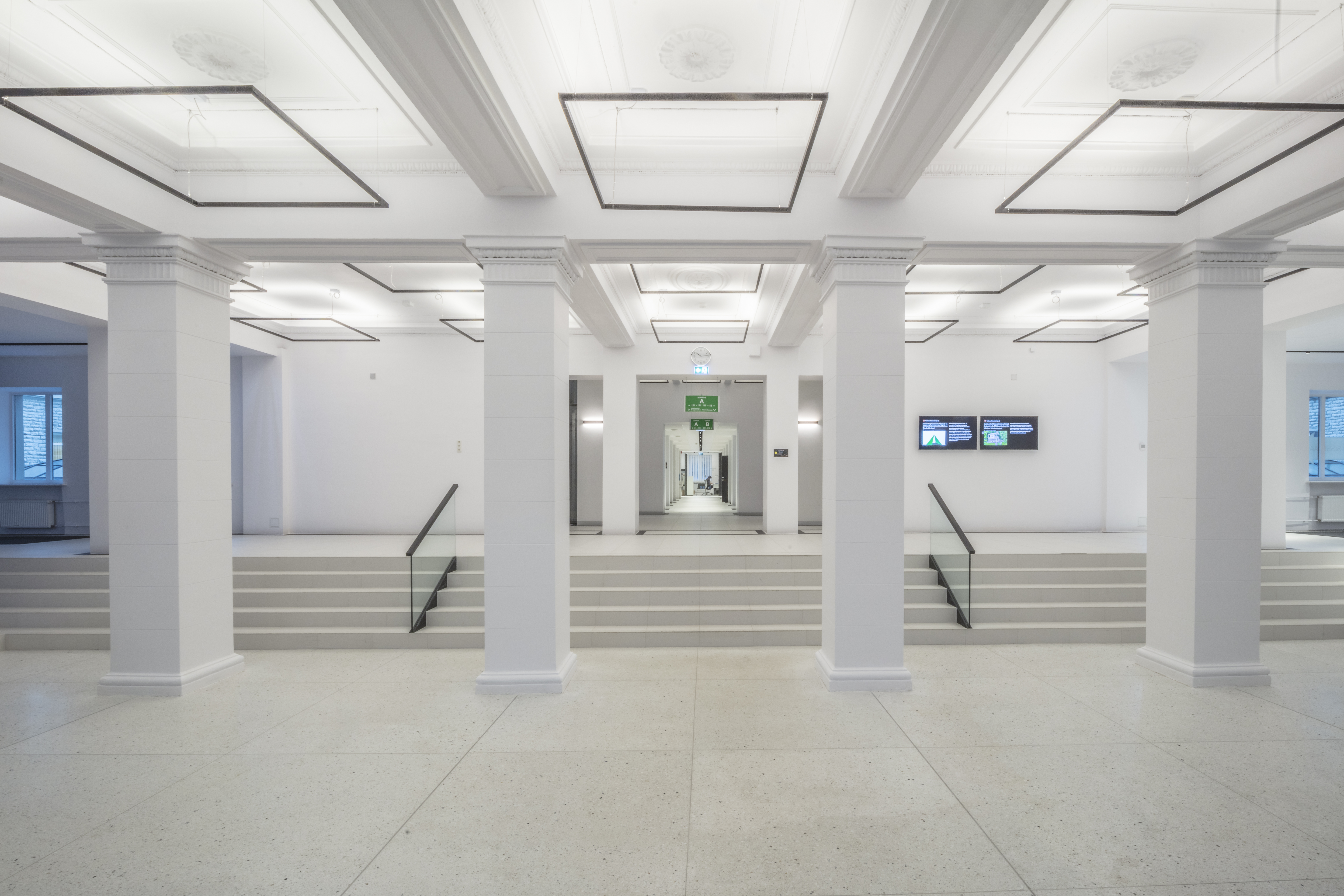